# Cụm tập đoàn quân Nam
Cụm tập đoàn quân Nam (tiếng Đức: Heeresgruppe Süd) là một phiên hiệu đại đơn vị cấp Cụm tập đoàn quân của Đức Quốc xã trong Thế chiến thứ hai. Đơn vị là một trong những cánh quân chủ lực của Đức Quốc xã tham chiến trong hầu như toàn bộ Thế chiến thứ hai, đặc biệt trong Chiến tranh Xô-Đức, đảm trách chiến trường Ukraina, nên diễn ra hầu hết những trận đánh lớn làm thay đổi cục diện tại Mặt trận phía Đông.

## Lịch sử

### Chiến dịch Ba Lan
Cụm tập đoàn quân Nam được thành lập đầu tiên vào ngày 24 tháng 8 năm 1939 trên cơ sở cơ cấu Bộ Tư lệnh Tập đoàn quân 12 để chuẩn bị cho Chiến dịch Ba Lan. Đại tướng Gerd von Rundstedt được bổ nhiệm làm Tư lệnh và Trung tướng Erich von Manstein làm Tham mưu trưởng Cụm tập đoàn quân. Trong cuộc xâm lược Ba Lan, phối hợp với Cụm tập đoàn quân Bắc, 
Cụm tập đoàn quân Nam phát động tiến quân vào ngày 1 tháng 9 năm 1939, với phần lớn các sư đoàn thiết giáp và lực lượng cơ động từ các hướng Silesia (Tập đoàn quân 8 từ Niederschlesien, Tập đoàn quân 10 chủ yếu từ Oberschlesien), Moravia và Slovakia (Tập đoàn quân 14) tấn công vào miền Nam Ba Lan.
Sau khi Tập đoàn quân 10 đột phá thành công đến Warszawa, quân đội Ba Lan từ phía Tây Ba Lan dồn về phí sông Bzura và bị tiêu diệt bởi Tập đoàn quân 8 trong trận Bzura. Trong khi Tập đoàn quân 10 sau đó thiết lập liên lạc với Cụm tập đoàn quân Bắc tấn công từ phía Bắc gần Warszawa, thì Tập đoàn quân 14 tấn công Lviv và Lublin qua miền Nam Ba Lan, kết thúc chiến dịch với phần nửa lãnh thổ Ba Lan bị chiếm đóng một cách chóng vánh.
Sau khi chiến dịch Ba Lan kết thúc, Bộ tư lệnh Cụm tập đoàn quân được giải thể, được chuyển đến Mặt trận phía Tây và được đổi tên thành Cụm tập đoàn quân A.

### Chiến dịch Barbarossa

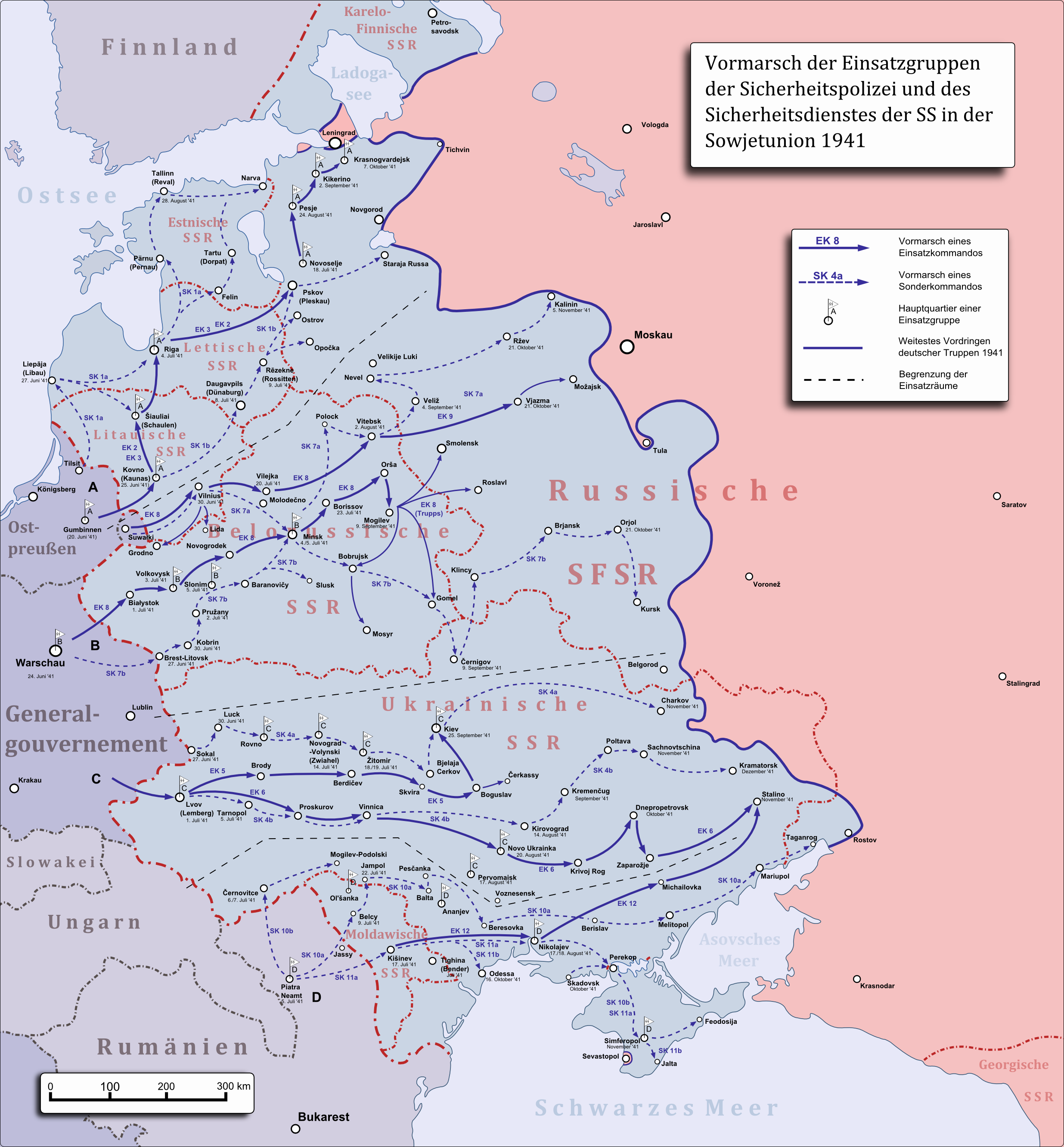
Bản đồ các hướng tiến công chính của quân Đức và đồng minh trân chiến trường phía Đông, 1941.

Ukraina là một trung tâm công nghiệp và khai thác mỏ lớn của Liên Xô và có đất canh tác tốt cần thiết cho kế hoạch của Hitler về Lebensraum ('không gian sống'). Vì vậy, sau khi Trận chiến nước Pháp kết thúc, tháng 4 năm 1941, Cụm tập đoàn quân A được bí mật chuyển đến đến Tây Ba Lan để chuẩn bị tấn công Liên Xô trên hướng chiến lược Ukraina và thủ đô Kiev của nó.
Ngày 22 tháng 6 năm 1941, Cụm tập đoàn quân A được đổi thành Cụm tập đoàn quân Nam, trở thành một trong mũi tấn công chính của Đức trong Chiến dịch Barbarossa, đảm trách chính hướng tấn công chiến lược phía Nam và Tây Nam Liên Xô, từ Nam Ba Lan qua Slovakia, Hungary và Romania, tấn công tuyến Lvov - Kiev - Sevastopol - Odessa - Rostov-on-Don, tiến đến sông Volga, giao tranh với một bộ phận Hồng quân và do đó dọn đường cho Cụm tập đoàn quân Bắc và Cụm tập đoàn quân Trung tâm trên đường tiếp cận Leningrad và Moskva. Để thực hiện những nhiệm vụ ban đầu này, biên chế của nó bao gồm Cụm thiết giáp số 1 (chỉ huy von Kleist) và các tập đoàn quân 6 (chỉ huy von Reichenau), 11 (chỉ huy von Shobert) và 17 (chỉ huy von Stulpagel), Không lực 1 (chỉ huy Keller) và các tập đoàn quân số 3 và 4 của Romania. Mục tiêu chiến lược của Cụm là tiến tới Dnepr và chiếm lấy Kiev cũng như tiến sâu hơn vào lòng chảo Donets.
Trong những tháng đầu tiên của cuộc chiến, các binh đoàn của Cụm đã giáng cho quân đội Liên Xô hàng loạt thất bại nặng nề. Nhiều đơn vị Hồng quân Liên Xô đã bị xóa sổ trong hai trận đánh lớn gần Uman và Kiev từ tháng 7 đến tháng 9 năm 1941. Sau khi lấy Odessa vào tháng 10, quân Đức tiến vào Krym và bắt đầu bao vây Sevastopol, trong khi các bộ phận khác đã thành công trong việc chiếm Kharkov và chiếm giữ được Rostov-on-Don]] trong một thời gian.
Tuy nhiên, cũng chính trên chiến trường này, bất chấp những thiệt hại to lớn, Hồng quân Liên Xô cũng ngoan cường chống trả, làm phá sản chiến lược tốc chiến của quân Đức, thậm chí còn giáng trả cho quân Đức một thất bai nặng nề trong chiến dịch phòng ngự-phản công ở gần Rostov vào tháng 11-12 năm 1941. Việc phải rút quân khỏi Rostov vào cuối tháng 11 năm 1941 dẫn đến việc Rundstedt bị thay thế bởi Walter von Reichenau rồi Fedor von Bock. Tuy nhiên, vào mùa đông năm 1941-1942, Cụm tập đoàn quân đã kịp chiếm các vị trí phòng thủ dọc sông Mius và sông Donets.
Tháng 1 năm 1942, trong chiến dịch phản công của mình, Hồng quân đã cắt đứt được tuyến phòng thủ của quân Đức trên đoạn Donets giữa Izium và Balakliia, xây dựng một đầu cầu phía Tây vững chắc. Nhân chiến quả, Nguyên soái Semyon Timoshenko tiếp tục cuộc tấn công của mình với hai cánh tấn công vào Kharkov vào ngày 12 tháng 5, nhưng đã bị đánh thiệt hại nặng nề bởi một cuộc phản công bất ngờ của quân Đức ở gần Kharkov. Thành công này là tiền đề cho việc chuẩn bị cho cuộc tấn công mùa hè năm 1942 của quân Đức ("Fall Blau"). Để chuẩn bị cho chiến dịch tấn công mùa hè năm 1942 ở miền nam nước Nga và Kavkaz, tháng 7 năm 1942, Cụm tập đoàn quân Nam được tách thành hai bộ phận: Cụm tập đoàn quân A và Cụm tập đoàn quân B nhằm để phù hợp với địa bàn tác chiến được mở rộng.

### Chiến cuộc Ukraina 1943-1944
Ngày 12 tháng 2 năm 1943, sau khi Tập đoàn quân 6 bị tiêu diệt ở Stalingrad và Cụm tập đoàn quân B bị tách khỏi cơ cấu chỉ huy của Mặt trận phía Đông, nhập vào với Cụm tập đoàn quân Sông Don (phát triển từ Tập đoàn quân 11 trước đây) và được đổi tên thành Cụm tập đoàn quân Nam dưới sự chỉ huy của Thống chế Erich von Manstein. Biên chế của nó vào mùa xuân năm 1943 gồm các tập đoàn quân thiết giáp 1 và 4 cùng các binh đoàn Hollidt (đổi tên thành Tập đoàn quân 6 mới vào tháng 3) và Kempf (đổi tên thành Tập đoàn quân 8 vào tháng 8).
Từ đầu năm 1943 đến mùa xuân năm 1944, Cụm tập đoàn quân Nam phải gánh chịu các cuộc giao tranh lớn ở Mặt trận phía Đông. Sau một thời gian ổn định do kết quả của cuộc phản công của Manstein (sau khi được tăng cường thêm Tập đoàn quân thiết giáp 1 được điều từ Kavkaz đến Ukraina) vào tháng 2 / tháng 3 năm 1943, thế chủ động của quân Đức cuối cùng đã bị mất vào tay Hồng quân vào tháng 7 năm 1943 sau thất bại trong Chiến dịch Zitadelle dẫn đến thất bại chiến lược của quân Đức tại Kursk. Tháng 9 năm 1943, quân Đức buộc phải rút khỏi khu vực công nghiệp ở lưu vực sông Donets, đến tháng 11 năm 1943, nỗ lực giữ phòng tuyến Dnepr cũng thất bại. Trong những nỗ lực ngăn cản bước tiến của Hồng quân, ngày 11 tháng 9 năm 1943, von Manstein ra lệnh thực hiện cái gọi là các biện pháp ARLZ, nhằm đốt phá, triệt hạ cơ sở vật chất, nhân lực của Liên Xô ở các khu vực mà quân Đức phải rút bỏ.
Cho đến tháng 4 năm 1944, quân Đức phải chiến đấu với tổn thất nặng nề và phải rút lui trên toàn mặt trận, đặc biệt là sau chiến dịch Dnepr-Carpath, và chỉ có thể dừng lại trên tuyến Galicia sau khi Hồng quân đã phải tạm dừng thế tiến công. Ngày 4 tháng 4 năm 1944, Cụm tập đoàn quân Nam được tái chỉ định thành Cụm tập đoàn quân Bắc Ukraina, do tướng Walter Model làm Tư lệnh.

### Cuộc chiến cuối cùng
Tháng 9 năm 1944, Cụm tập đoàn quân Nam Ukraina ở miền Đông Hungary được đổi tên thành Cụm tập đoàn quân Nam. Sau các thất bại liên tiếp trong chiến dịch hồ Balaton, Cụm tập đoàn quân Nam bị buộc đẩy lùi về Tây Hungary, và tiếp tục lùi về Áo. Sau thất bại tại Viên đầu tháng 4 năm 1945, nó được đổi tên thành Cụm tập đoàn quân Ostmark vào ngày 2 tháng 4 năm 1945. Nó đã kết thúc cuộc chiến trong và xung quanh nước Áo cũng như Vùng bảo hộ Bohemia và Moravia. Sau chiến dịch Graz-Amstetten, Cụm tập đoàn quân Ostmark tan rã, một bộ phận của nó rút về phía Tây và đầu hàng trước quân Mỹ, khoảng 122.000 binh sĩ và sĩ quan bị Hồng quân bắt giữ.

## Biên chế chủ lực
Tháng 9 năm 1939
- Tập đoàn quân số 8
- Tập đoàn quân số 10
- Tập đoàn quân số 14

Tháng 6 năm 1941
- Tập đoàn quân số 6
- Tập đoàn quân số 11
- Tập đoàn quân số 17
- Tập đoàn quân thiết giáp số 1

Tháng 2 năm 1942
- Tập đoàn quân số 2
- Tập đoàn quân số 6
- Tập đoàn quân số 11
- Cụm tác chiến Kleist (Armeegruppe v. Kleist)

Tháng 6 năm 1942
- Tập đoàn quân số 2
- Tập đoàn quân số 6
- Tập đoàn quân số 17
- Tập đoàn quân số 11
- Tập đoàn quân thiết giáp số 1
- Cụm quân Wietersheim (Gruppe v. Wietersheim)

Tháng 7 năm 1942
- Tập đoàn quân số 6
- Tập đoàn quân số 17
- Tập đoàn quân số 11
- Tập đoàn quân thiết giáp số 1
- Cụm tác chiến Weichs (Armeegruppe v. Weichs)
- Cụm quân Wietersheim

Tháng 3 năm 1943
- Tập đoàn quân thiết giáp số 1
- Tập đoàn quân thiết giáp số 4
- Binh đoàn Kempf (Armeeabteilung Kempf)
- Binh đoàn Hollidt (Armeeabteilung Hollidt)

Tháng 4 năm 1943
- Tập đoàn quân số 6
- Tập đoàn quân thiết giáp số 1
- Tập đoàn quân thiết giáp số 4
- Binh đoàn Kempf

Tháng 7 năm 1943
- Tập đoàn quân số 6
- Tập đoàn quân số 8
- Tập đoàn quân thiết giáp số 1
- Binh đoàn Kempf

Tháng 9 năm 1943
- Tập đoàn quân số 6
- Tập đoàn quân số 8
- Tập đoàn quân thiết giáp số 1
- Tập đoàn quân thiết giáp số 4

Tháng 10 năm 1943
- Tập đoàn quân số 8
- Tập đoàn quân thiết giáp số 1
- Tập đoàn quân thiết giáp số 4

Tháng 11 năm 1943
- Tập đoàn quân số 8
- Tập đoàn quân thiết giáp số 1
- Tập đoàn quân thiết giáp số 4

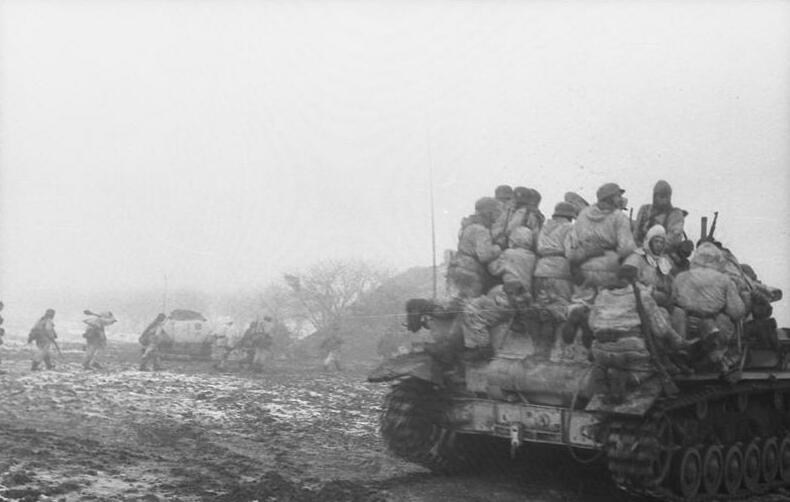
Lính Đức tại Nam Ukraina (tháng 12 năm 1943)

- Bộ Tư lệnh Ukraina (Wehrmachtbefehlshaber Ukraine)

Tháng 1 năm 1944
- Tập đoàn quân số 6
- Tập đoàn quân số 8
- Tập đoàn quân thiết giáp số 1
- Tập đoàn quân thiết giáp số 4
- Bộ Tư lệnh Ukraina

Tháng 2 năm 1944
- Tập đoàn quân số 6
- Tập đoàn quân số 8
- Tập đoàn quân thiết giáp số 1
- Tập đoàn quân thiết giáp số 4

Tháng 10 năm 1944
- Tập đoàn quân số 6
- Cụm tác chiến Wöhler (Armeegruppe Wöhler)
- Tập đoàn quân số 3 Hungary

Tháng 11 năm 1944
- Cụm tác chiến Wöhler
- Cụm tác chiến Fretter-Pico (Armeegruppe Fretter-Pico)
- Tập đoàn quân số 2 Hungary

Tháng 12 năm 1944
- Tập đoàn quân số 6
- Cụm tác chiến Wöhler
- Tập đoàn quân số 3 Hungary

Tháng 1 năm 1945
- Tập đoàn quân số 8
- Tập đoàn quân thiết giáp số 2
- Cụm tác chiến Balck (Armeegruppe Balck)

Tháng 4 năm 1945
- Tập đoàn quân số 6
- Tập đoàn quân số 8
- Tập đoàn quân thiết giáp số 2
- Tập đoàn quân thiết giáp số 6

## Chỉ huy

### Tư lệnh
| STT | Ảnh | Họ tên               | Thời gian sống | Thời gian tại nhiệm                  | Cấp bậc tại nhiệm           | Ghi chú                                                                  |
| --- | --- | -------------------- | -------------- | ------------------------------------ | --------------------------- | ------------------------------------------------------------------------ |
| 1   |     | Gerd von Rundstedt   | 1875–1953      | tháng 8 năm 1939 - tháng 10 năm 1939 | Đại tướng (1938)            |                                                                          |
|     |     |                      |                |                                      |                             |                                                                          |
| 2   |     | Gerd von Rundstedt   | 1875–1953      | tháng 6 năm 1941 - tháng 12 năm 1941 | Thống chế (1940)            | Bị truy tố là tội phạm chiến tranh và bị giam giữ đến tháng 7 năm 1948.  |
| 3   |     | Walter von Reichenau | 1884–1942      | tháng 12 năm 1941 - tháng 1 năm 1942 | Thống chế (1940)            | Đột tử ngày 17 tháng 1 năm 1942                                          |
| 4   |     | Fedor von Bock       | 1880–1945      | tháng 1 năm 1942 - tháng 7 năm 1942  | Thống chế (1940)            | Bị chết trong một trận oanh tạc ngày 4 tháng 5 năm 1945                  |
|     |     |                      |                |                                      |                             |                                                                          |
| 5   |     | Erich von Manstein   | 1887–1973      | tháng 2 năm 1943 - tháng 3 năm 1944  | Thống chế (1942)            | Bị truy tố là tội phạm chiến tranh và bị giam giữ đến tháng 5 năm 1953.  |
|     |     |                      |                |                                      |                             |                                                                          |
| 6   |     | Johannes Frießner    | 1892–1971      | tháng 9 năm 1944 - tháng 12 năm 1944 | Đại tướng (1944)            | Bị truy tố là tội phạm chiến tranh và bị giam giữ đến tháng 11 năm 1947. |
| 7   |     | Otto Wöhler          | 1894–1987      | tháng 12 năm 1944 - tháng 4 năm 1945 | Thượng tướng Bộ binh (1943) | Bị truy tố là tội phạm chiến tranh và bị giam giữ đến tháng 1 năm 1951.  |
| 8   |     | Lothar Rendulic      | 1887–1971      | tháng 4 năm 1945                     | Đại tướng (1944)            | Bị truy tố là tội phạm chiến tranh và bị giam giữ đến tháng 2 năm 1951.  |

### Tham mưu trưởng
| STT | Ảnh | Họ tên                | Thời gian sống | Thời gian tại nhiệm                  | Cấp bậc tại nhiệm                     | Ghi chú                                                                                   |
| --- | --- | --------------------- | -------------- | ------------------------------------ | ------------------------------------- | ----------------------------------------------------------------------------------------- |
| 1   |     | Erich von Manstein    | 1887–1973      | tháng 9 năm 1939 - tháng 10 năm 1939 | Trung tướng (1938)                    | Thống chế (1942). Bị truy tố là tội phạm chiến tranh và bị giam giữ đến tháng 5 năm 1953. |
|     |     |                       |                |                                      |                                       |                                                                                           |
| 2   |     | Georg von Sodenstern  | 1889 – 1955    | tháng 6 năm 1941 - tháng 7 năm 1942  | Thượng tướng Bộ binh (1940)           | Giải ngũ tháng 6 năm 1944                                                                 |
|     |     |                       |                |                                      |                                       |                                                                                           |
| 3   |     | Friedrich Schulz      | 1897–1976      | tháng 2 năm 1943 - tháng 3 năm 1943  | Thiếu tướng (1942)                    | Thượng tướng Bộ binh (1944). Bị bắt và bị giam giữ đến năm 1946.                          |
| 4   |     | Theodor Busse         | 1897–1986      | tháng 3 năm 1943 - tháng 4 năm 1944  | Thiếu tướng (1943) Trung tướng (1943) | Thượng tướng Bộ binh (1944). Bị bắt và bị giam giữ đến năm 1947.                          |
|     |     |                       |                |                                      |                                       |                                                                                           |
| 5   |     | Helmuth von Grolman   | 1898–1977      | tháng 9 năm 1944 - tháng 3 năm 1945  | Thiếu tướng (1943) Trung tướng (1944) | Bị bắt và bị giam giữ đến tháng 3 năm 1948.                                               |
| 6   |     | Heinz von Gyldenfeldt | 1899–1971      | tháng 3 năm 1945 - tháng 4 năm 1945  | Trung tướng (1944)                    | Bị bắt và bị giam giữ đến tháng 12 năm 1947.                                              |